# Tribonyx
Tribonyx là một chi chim trong họ Rallidae.